# Lost Girl/The Yella in Me
Lost Girl/The Yella in Me è un singolo del gruppo musicale britannico The Troggs pubblicato nel 1966.

## Tracce
Lato A
Testi e musiche di Reginald Ball.
1. Lost Girl – 2:32

Lato B
Testi e musiche di Reginald Ball.
1. The Yella in Me – 2:37